# Xinshichang (köpinghuvudort i Kina, Zhejiang Sheng, lat 29,28, long 120,81)
Xinshichang (kinesiska: 回山镇, 新市场, 双彩) är en köpinghuvudort i Kina. Den ligger i provinsen Zhejiang, i den östra delen av landet, omkring 120 kilometer sydost om provinshuvudstaden Hangzhou. Antalet invånare är 13 053. Befolkningen består av 6 522 kvinnor och 6 531 män. Barn under 15 år utgör 12,0 %, vuxna 15-64 år 66 %, och äldre över 65 år 21,0 %.
Runt Xinshichang är det tätbefolkat, med 266 invånare per kvadratkilometer. Närmaste större samhälle är Pingqiao, 15,9 km sydost om Xinshichang. I omgivningarna runt Xinshichang växer i huvudsak blandskog.
Genomsnittlig årsnederbörd är 2 209 millimeter. Den regnigaste månaden är juni, med i genomsnitt 377 mm nederbörd, och den torraste är januari, med 70 mm nederbörd.